# Lacistemataceae

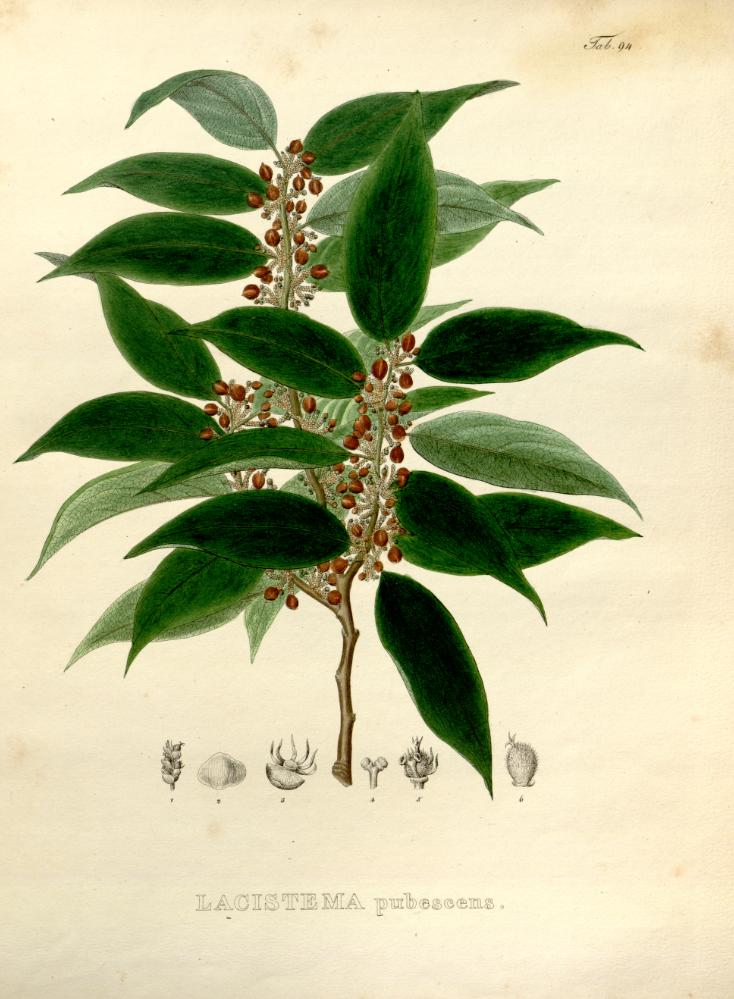
Kresba Lacistema pubescens

Lacistemataceae je čeleď vyšších dvouděložných rostlin z řádu malpígiotvaré (Malpighiales). Jsou to dřeviny s jednoduchými střídavými listy a drobnými květy v klasovitých květenstvích. Plodem je tobolka. čeleď zahrnuje 16 druhů ve 2 rodech a je rozšířena výhradně v Americe v oblasti od Mexika až po Argentinu. Nemá hospodářský význam. V minulosti byly oba rody řazeny do dnes již zrušené čeledi Flacourtiaceae.

## Popis
Zástupci čeledi Lacistemataceae jsou keře a malé stromy se střídavými jednoduchými listy s opadavými palisty. Listy jsou celokrajné nebo zubaté, se zpeřenou žilnatinou. Květy jsou drobné, souměrné, oboupohlavné anebo oboupohlavné a samčí (andromonoecie), uspořádané v úžlabních jehnědovitých klasech nebo v úzkých klasovitých hroznech. V květu je přítomen kruhovitý nebo poloměsíčitý květní terč. Kalich je ze 2 až 6 lístků
nebo chybí, koruna chybí. Tyčinka je jediná. Semeník je svrchní, srostlý ze 2 nebo 3 plodolistů, s jedinou komůrkou a 1 čnělkou.
V každém plodolistu jsou 1 až 2 semena. Plodem je jedno nebo dvousemenná tobolka. Semena mají jasně zbarvený dužnatý obal (sarkotesta).

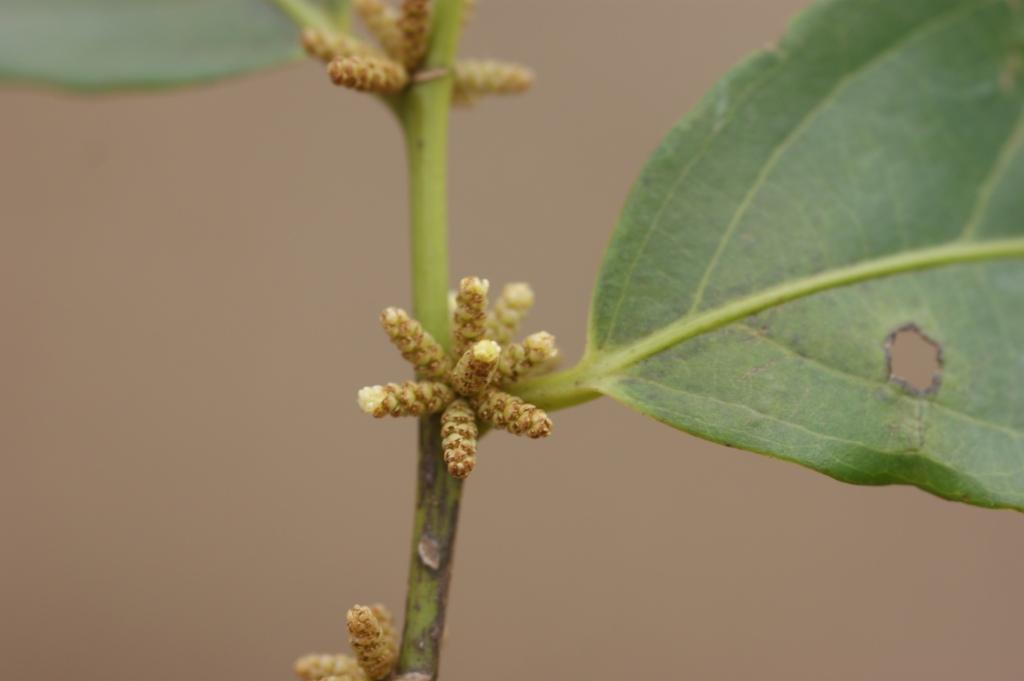
Květenství Lacistema hasslerianum
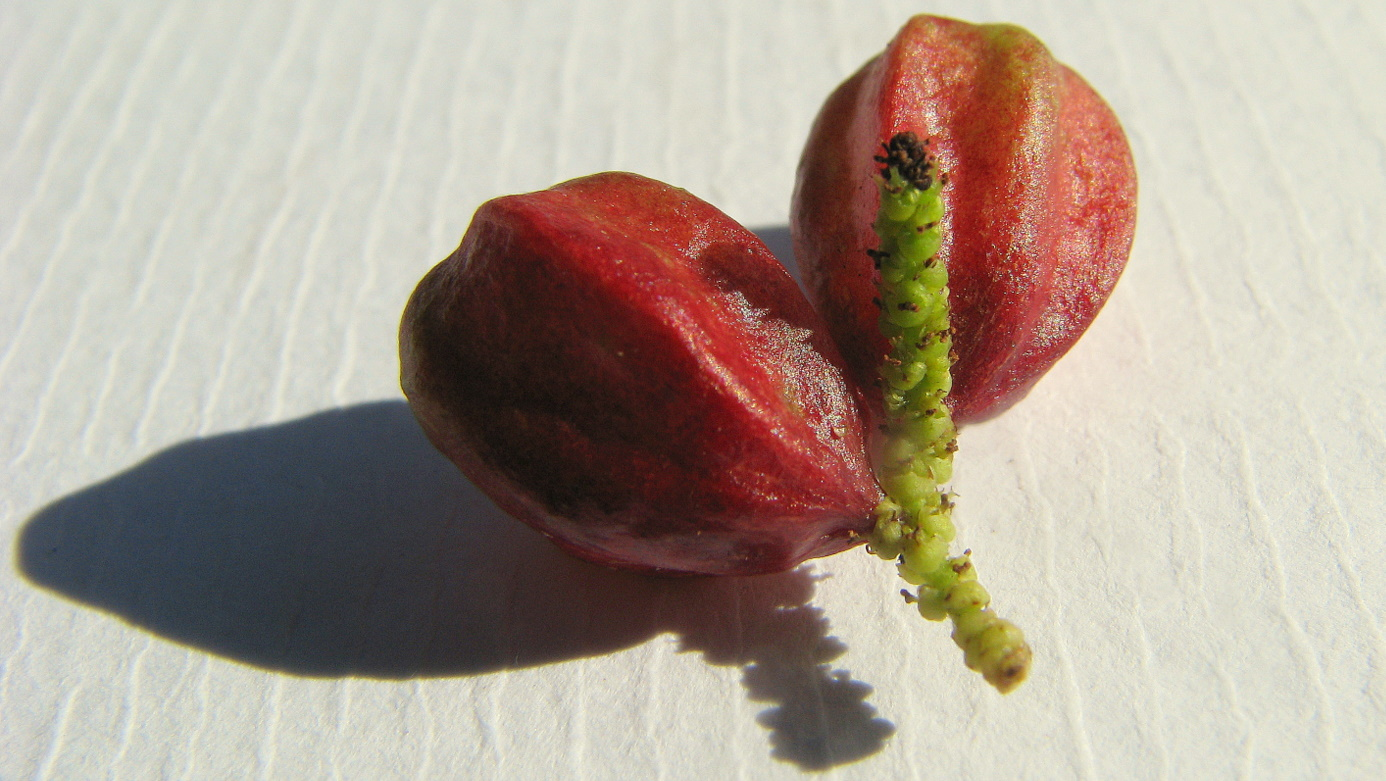
Plody Lacistema hasslerianum

## Rozšíření
Čeleď zahrnuje 16 druhů ve 2 rodech a je rozšířena ve Střední a Jižní Americe od Mexika po Argentinu. Nejvíce zástupců této čeledi se vyskytuje v nížinném deštném lese, některé druhy rostou v horských mlžných lesích nebo v suchých oblastech. Nejrozšířenějším druhem je Lacistema aggregatum, nevelký strom běžně rozšířený na různých stanovištích od Mexika až po Argentinu.

## Ekologické interakce
Květy obou rodů jsou opylovány větrem. Semena rodu Lacistema jsou šířena ptáky, kteří konzumují dužninu.

## Taxonomie
Čeleď byla některými taxonomy dávána na základě morfologických znaků do blízké příbuznosti s čeledí Flacourtiaceae, případně do ní byla i vřazována. V systému APG byla čeleď Flacourtiaceae shledána sběrnou skupinou a rody byly rozděleny do čeledí Achariaceae a vrbovité (Salicaceae). Od zmíněných čeledí se Lacistemataceae liší především jedinou tyčinkou s oddělenými prašnými pouzdry.
Podle výsledků fylogenetických studií je nejblíže příbuznou skupinou čeleď vrbovité (Salicaceae) a někteří taxonomové obě čeledi spojují do čeledi Salicaceae (např. Klaus Kubitzki v díle The families and genera of vascular plants) s tím že pro jejich oddělování není racionální důvod.

## Význam
Není známo žádné využití. Dřevo Lacistema aggregatum je hnědé, poměrně lehké, připomínající dřevo vrbové.

## Seznam rodů
Lacistema, Lozania